# Incestophantes tuvensis
Incestophantes tuvensis là một loài nhện trong họ Linyphiidae.
Loài này thuộc chi Incestophantes. Incestophantes tuvensis được Andrei V. Tanasevitch miêu tả năm 1996.